# Zorro (teleregény, 2007)
A Zorro (eredeti címén El Zorro, la espada y la rosa) 2007-es kolumbiai televíziós filmsorozat, amelyet a Telemundo és az RTI Colombia készített. Eredetileg a Telemundo csatorna vetítette 2007. február 12. és július 23. között. Magyarországon a TV2 kereskedelmi csatorna mutatta be a sorozatot 2008-2009-ben.

## Történet
Don Diego de la Vega egy gazdag spanyol nemes Don Alejandro de la Vega és egy indián asszony Toypurnia fia, akit házassága után 
Regina Alejandronak hívtak. Miután édesanyja meghalt Diegot apja nevelte fel. Senki nem sejti, hogy a jóképű és gazdag férfi kettős életet él. Legjobb barátja Tomás atya hatására megalkotja Zorrot, a szegények és az ártatlanok védelmezőjét. A legjobb barátja (Bernardo), aki süketnéma és mindent tud Zorro titkáról, mindenben támogatja őt.
Egy nap új kormányzó, Fernando Sánchez de Moncada érkezik Spanyolországba, Mariángellel és Esmeraldával, a két lányával, valamint húgával, Almudenával. Fernando nevelt lánya, Esmeralda akaratos, aki nemrég özvegyült meg. Apja hozzá kényszerítette egy gazdag öreg földbirtokoshoz, de az nem sokkal a házasság után meghalt. A városba érve Azucena, a cigány asszony megjósolja Esmeraldának, hogy megtalálja élete szerelmét és találkozik anyjával is, Sara Kalival, a cigányok királynőjével. Kiderül, hogy María Pía, Don Alejando húga, Fernando egykori jegykori jegyese, kolostorba vonult, mert úgy tudta, hogy Fernando ölte meg unokaöccse, Diego anyját. Fernando még minidg szerelmes María Píába, Montero gonosz terveihez Mariángel-ben talál szövetségesre. Esmeraldát elrabolják a cigányok és a táborukba viszik, ott kiderül, hogy ő nem Fernando lánya, igazi anyja pedig Sara Kali, aki sokat segített a cigányokon, ezért ők a királynőjükké választották, így Esmeralda a cigányok hercegnője. Eközben egy udvari felügyelő érkezik, aki Sara Kali iránt érdeklődik, mert úgy sejti, hogy Montero rejtegeti őt. Miközben Montero börtönben tartja Esmeraldát, megszületik Diegoval közös gyermekük, a kicsi Tisa (Diego).
Diego beleszeret Esmeraldába, de a lányt az apja Ricardo Montero kapitányhoz adja feleségül. Miután Zorro megöli, Montero-t, Esmeralda megözvegyül. Don Alejandro pedig elveszi a kormányzó húgát, Almudenát.

## Szereposztás
| Szerepnév                            | Színész(nő)             | Magyar Hang    |
| ------------------------------------ | ----------------------- | -------------- |
| Diego de la Vega, Zorro              | Christian Meier         | Damu Roland    |
| Esmeralda Sánchez de Moncada         | Marlene Favela          | Pap Kati       |
| Fernando Sánchez de Moncada          | Arturo Peniche          | Rosta Sándor   |
| Alejandro de la Vega                 | Osvaldo Ríos            | Jakab Csaba    |
| Mariángel Sánchez de Moncada         | Andrea López            | Kiss Virág     |
| Almudena Sánchez de Moncada          | Luly Bossa              | Szórádi Erika  |
| María Pía de la Vega                 | Andrea Montenegro       | Mics Ildikó    |
| Ricardo Montero de Avila             | Harry Geithner          | Breyer Zoltán  |
| Aníbal Pizarro                       | Héctor Suárez Gomís     | Megyeri János  |
| Demetrio López García                | César Mora              | Juhász György  |
| Aguirre                              | Julián Álvarez          |                |
| Mercedes Mayorga de Aragón Sara Kali | Ana Bolena Meza         | Kiss Erika     |
| Renzo                                | Erick Elías             | Posta Victor   |
| Azucena                              | María Margarita Giraldo | Andresz Kati   |
| Jonás                                | Germán Rojas            | Faragó András  |
| Javier                               | Luis Fernando Bohórquez | Varga Rókus    |
| Laisha                               | Natalia Bedoya          | Pupos Tímea    |
| Miguel                               | Orlando Valenzuela      |                |
| Tomás Villarte atya                  | Jorge Cao               | Perlaki István |
| Dolores                              | Carmen Marina Torres    | Bókai Mária    |
| Bernardo                             | Ricardo González        | Nem szólal meg |
| Yumalay                              | Adriana Campos          | Böhm Anita     |
| Regina                               | Adriana Campos          | Böhm Anita     |
| Olmos Berroterrán de la Guardia      | Raúl Gutiérrez          | Háda János     |
| Ana Camila Suplicios                 | Natasha Klauss          | Németh Kriszta |
| Tobías del Valle y Campos            | Luigi Aycardi           | Fekete Zoltán  |
| Tobías del Valle y Campos            | Luigi Aycardi           | Seder Gábor    |
| Catalina Quintana                    | Marilyn Patiño          | Molnár Ilona   |
| Quintana bíró                        | Fernando Corredor       |                |
| Dr. Agapito                          | Víctor Rodríguez        | Túri Bálint    |
| Selenia                              | Valentina Acosta        | Madarász Éva   |
| Carmen Santillana de la Roquette     | Teresa Gutiérrez        | Kassai Ilona   |
| María Luísa Burgos de Castilla       | Ivelin Giró             | Náray Erika    |
| Jacobo Almagro de Castellón          | Luis Mesa               |                |
| Alfonso Díaz de Vergara              | Javier Delguidice       | Koncz István   |
| Santiago Michelena                   | Didier van der Hove     | Dózsa Zoltán   |
| Manuel de Saavedra                   | Pedro Roda              |                |
| Kamba                                | José Omar Murillo       | Eredeti hangon |
| Alkirály felügyelője                 | Manuel Busquets         | Bolla Róbert   |
| Tornado (Zorro lova)                 | "El Francés"            | Nem szólal meg |